# Strike Anywhere
Strike Anywhere är ett amerikanskt band från Richmond, Virginia som spelar melodisk hardcore, även kallat melodycore, med ett politiskt budskap betonat av socialism och antifascism.
Bandet bildades 1999 och släppte två fullängdsalbum på bolaget Jade Tree - Change is a Sound och Exit English - innan de under 2005 skrev på hos Fat Wreck Chords. Bandet släppte 2006 sin första skiva för bolaget, Dead FM. Matt Sherwood lämnade bandet 2007 och man är nu fyra medlemmar istället för fem. Bandets logga kallas "The Antifascist Circle" och är med på omslaget till Dead FM.

## Medlemmar

### Nuvarande
- Thomas Barnett - sång (1999 - Nutid)
- Matt Smith - gitarr, sång (1999 - Nutid)
- Garth Petrie - bas (1999 - Nutid)
- Eric Kane - trummor (1999 - Nutid)

### Tidigare
- Matt Sherwood - gitarr, sång (1999-2007)

## Diskografi

### EP:s
- 2000 – Chorus of One (Red Leader Records (CD)/No Idea Records (LP))
- 2001 – Bread or Revolution (Fat Wreck Chords)
- 2001 – Underground Europe: The 1999 Demos (Scene Police)

### Studioalbum
- 2001 – Change is a Sound (Jade Tree)
- 2003 – Exit English (Jade Tree)
- 2005 – To Live in Discontent (Jade Tree, samlingsalbum)
- 2006 – Dead FM (Fat Wreck Chords)
- 2009 – Iron Front (Bridge 9 Records)